# Epipactis thunbergii
Epipactis thunbergii är en orkidéart som beskrevs av Asa Gray. Epipactis thunbergii ingår i släktet knipprötter, och familjen orkidéer. Inga underarter finns listade i Catalogue of Life.

## Bildgalleri

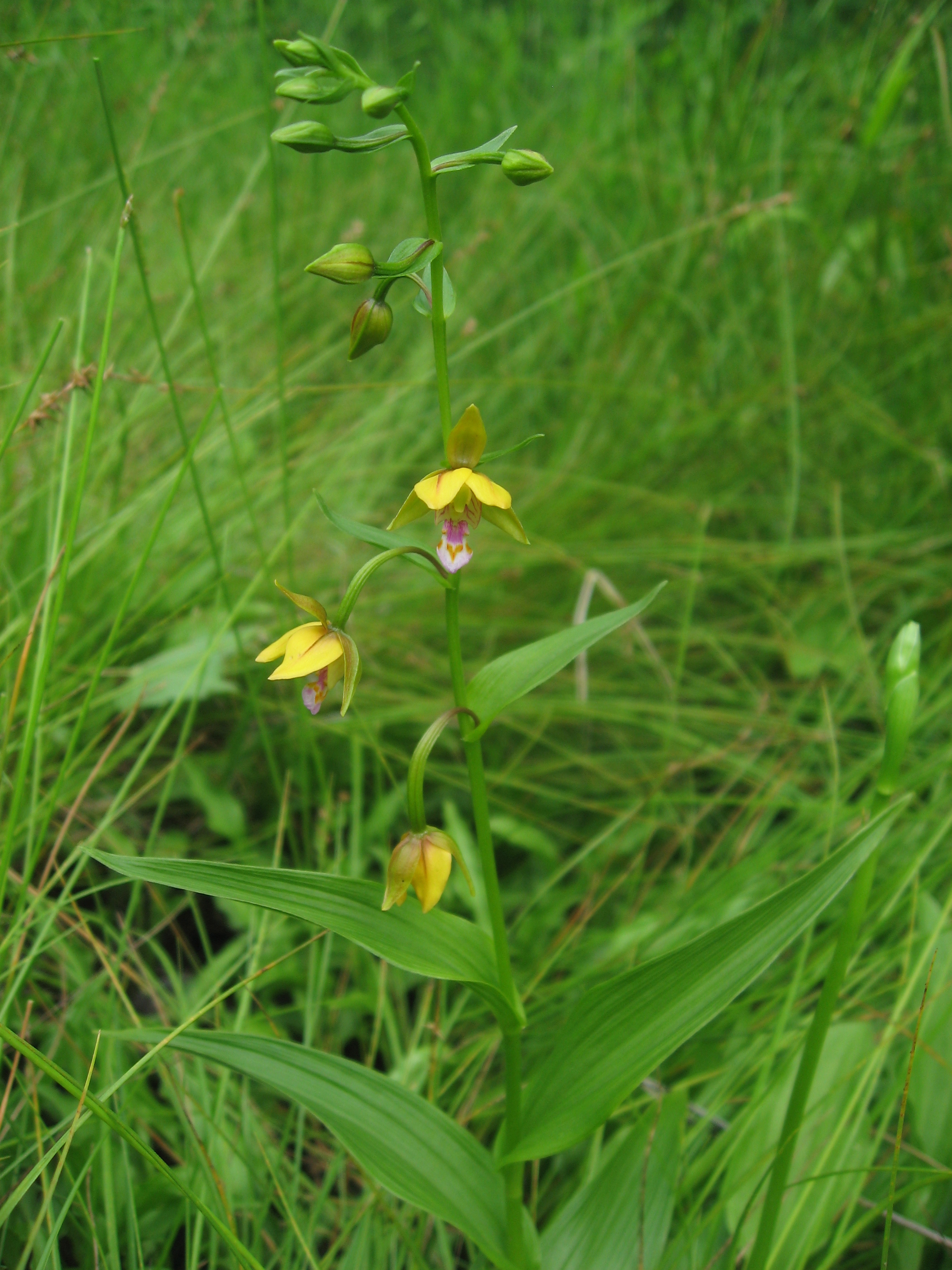
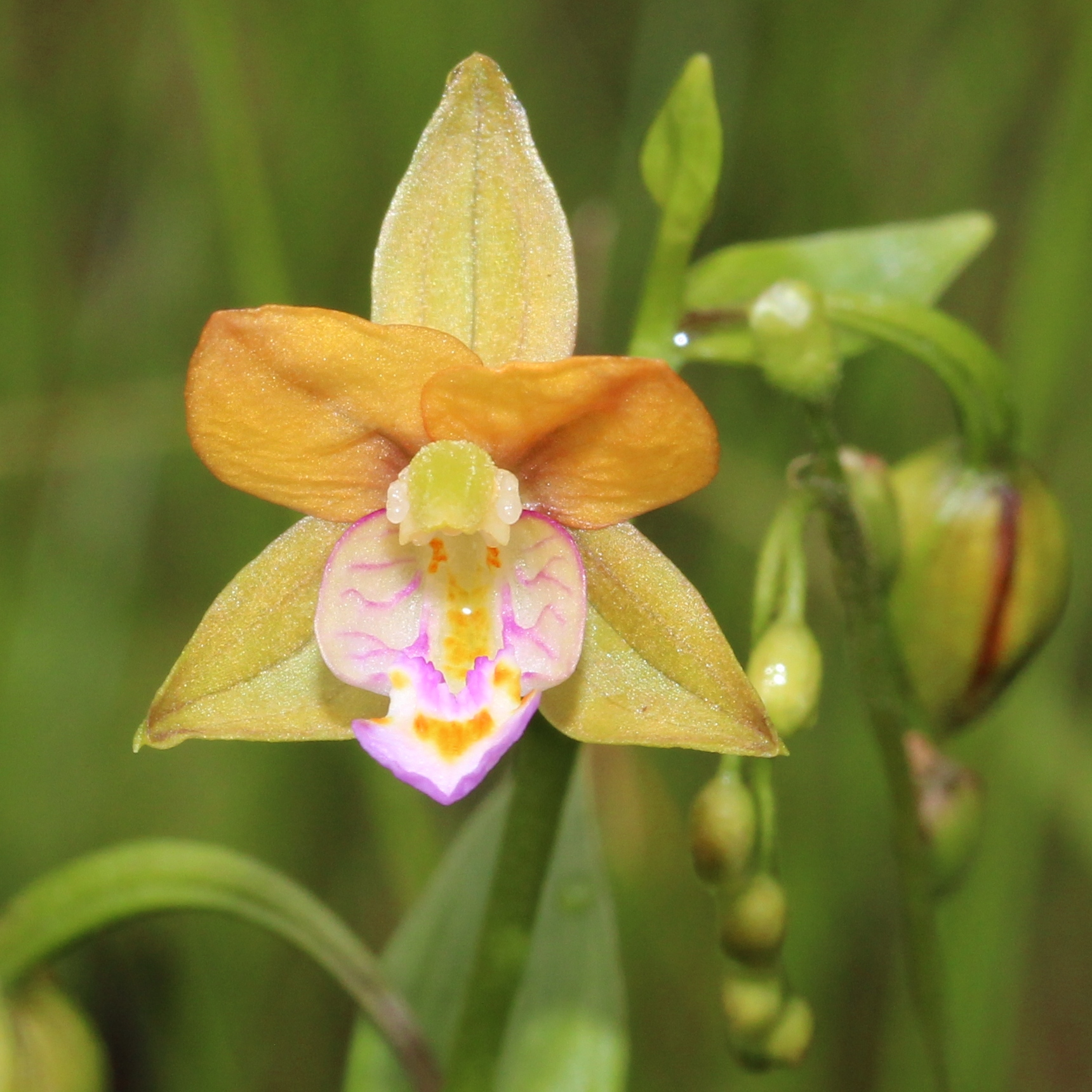
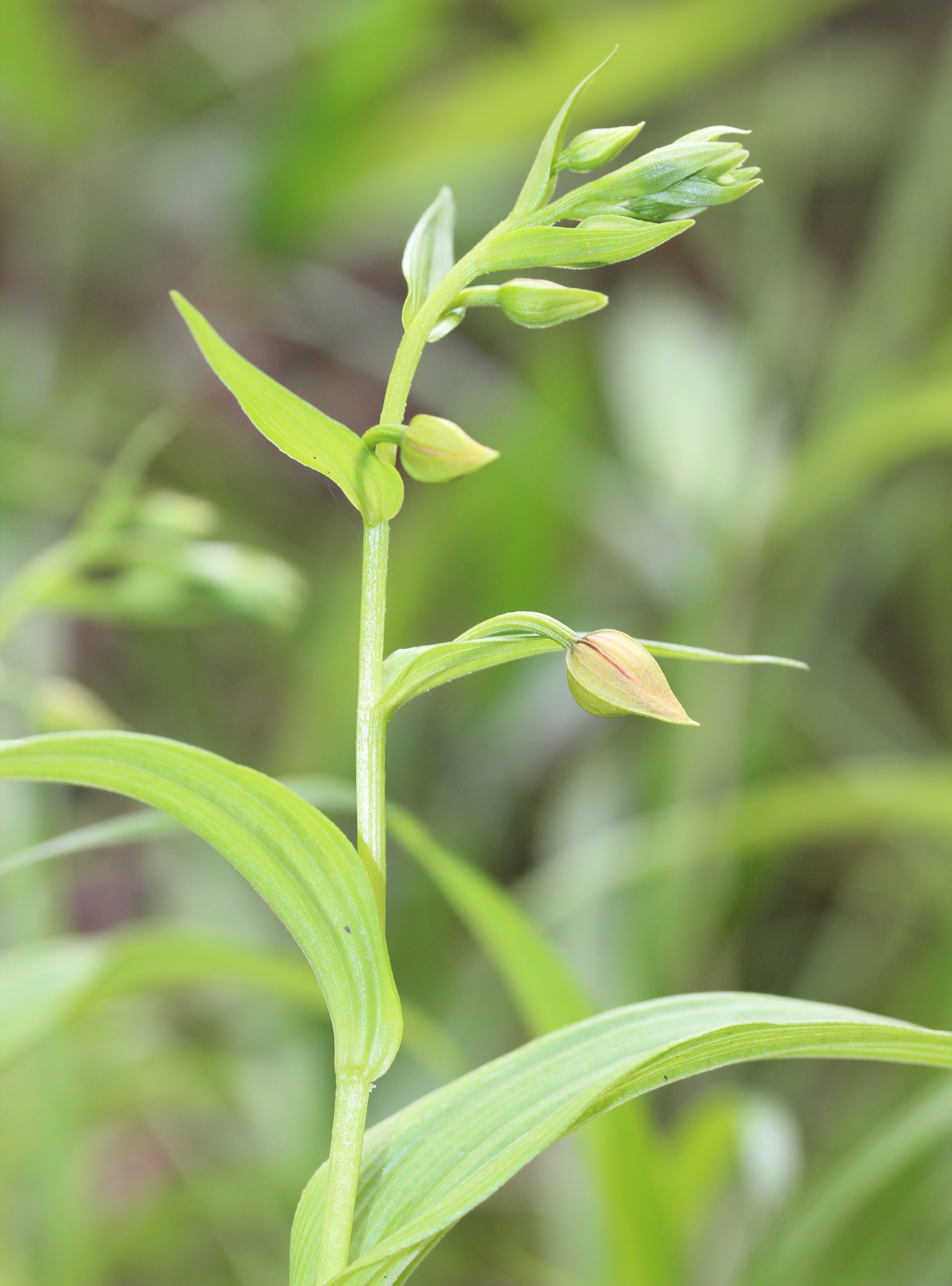
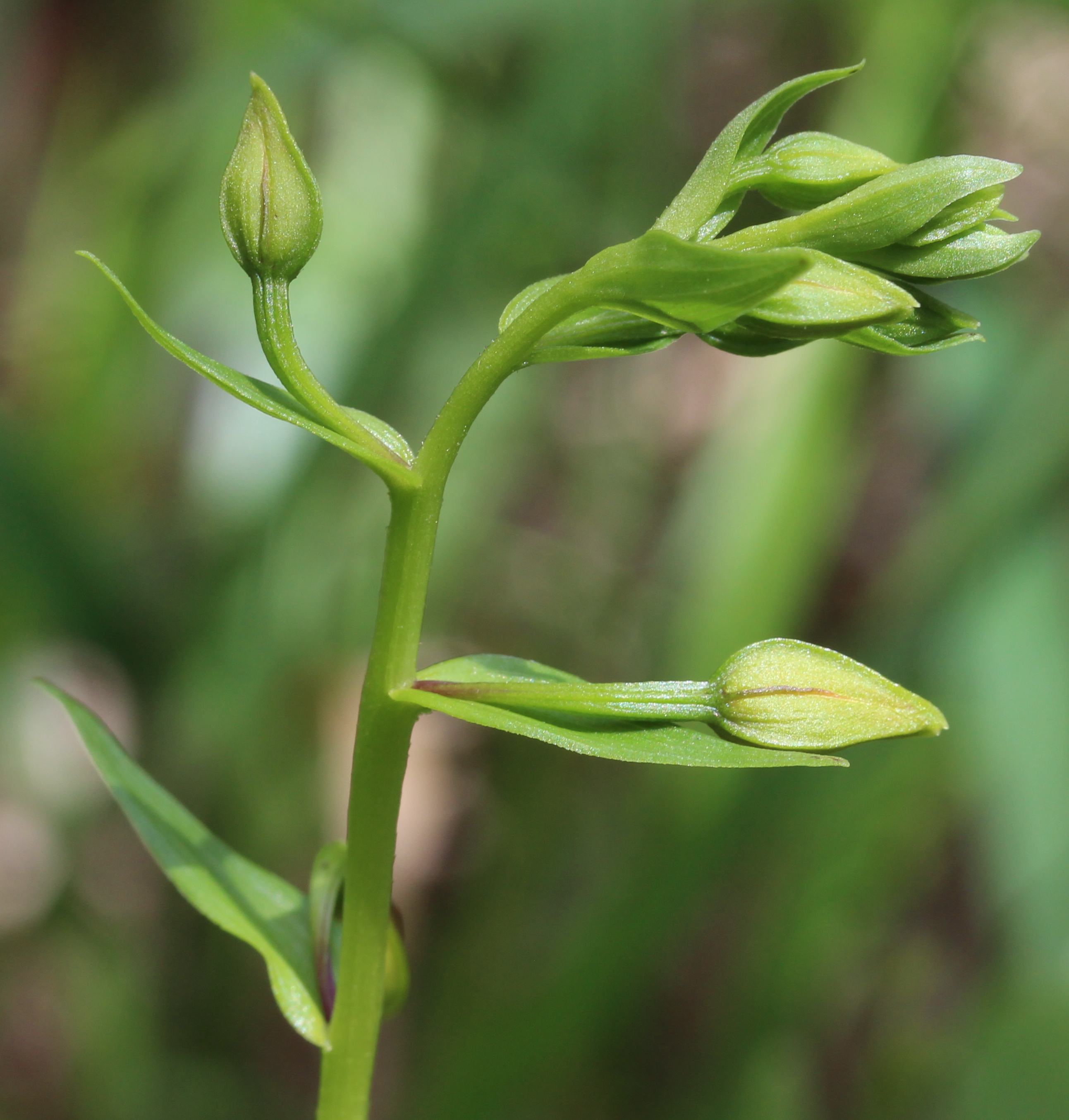
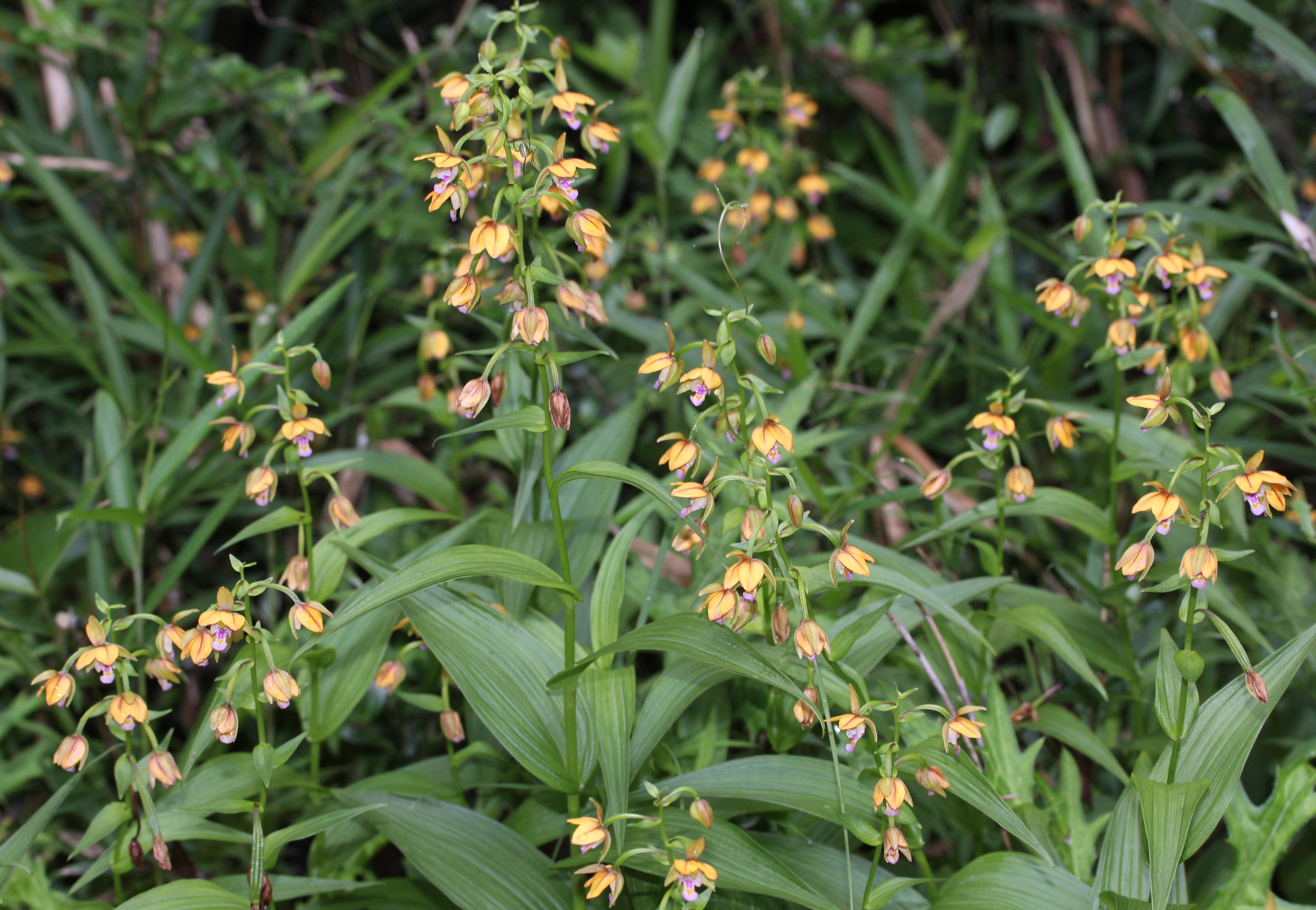
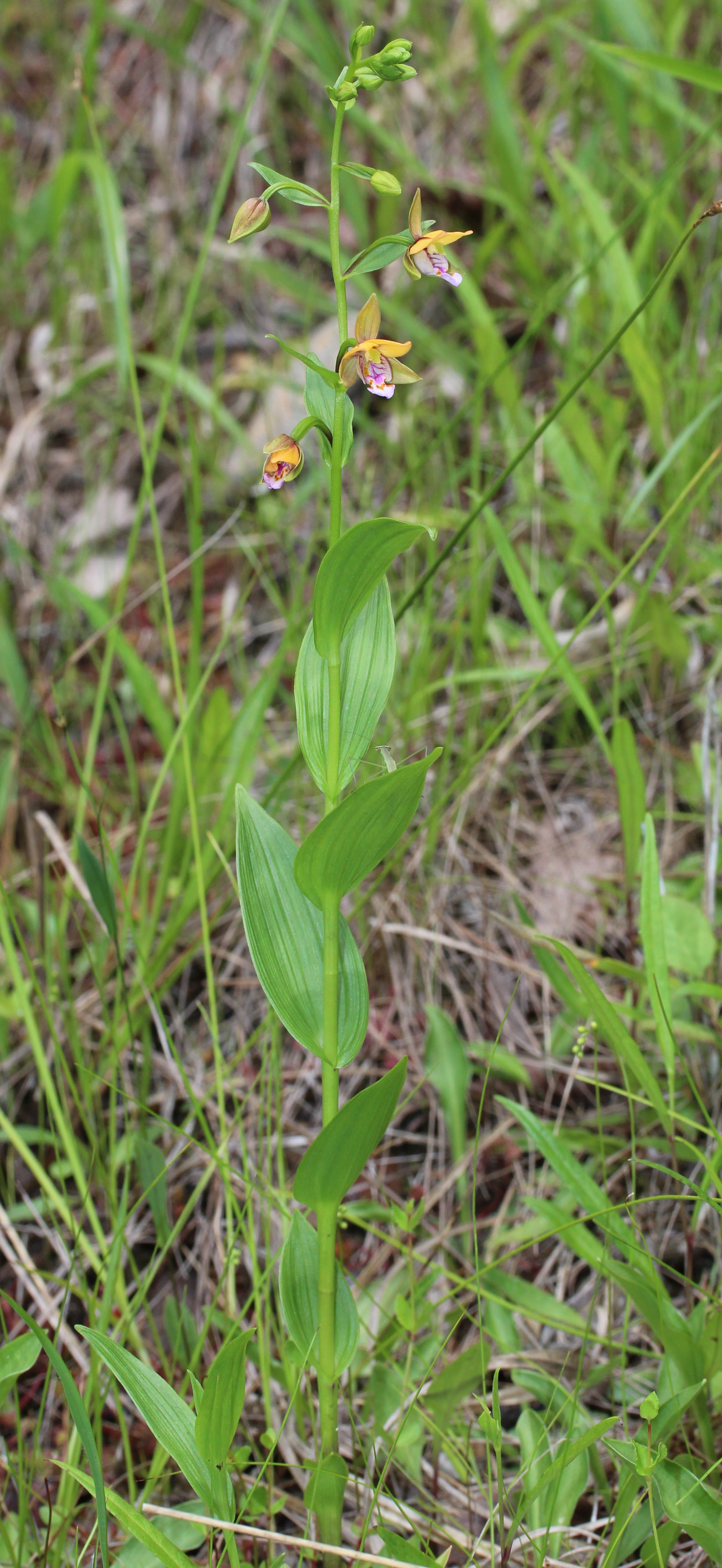